# Germs-sur-l'Oussouet
Ne doit pas être confondu avec Germ.
Germs-sur-l'Oussouet est une commune française située dans le centre du département des Hautes-Pyrénées, en région Occitanie. Sur le plan historique et culturel, la commune est dans la province du Lavedan, partie sud-occidentale de la Bigorre et constituée d'un ensemble de sept vallées en amont de la ville de Lourdes.
Exposée à un climat de montagne, elle est drainée par l'Échez, l'Oussouet, le Louey et par divers autres petits cours d'eau. La commune possède un patrimoine naturel remarquable :  un espace protégé (l'« Adour et affluents ») et quatre zones naturelles d'intérêt écologique, faunistique et floristique.
Germs-sur-l'Oussouet est une commune rurale qui compte 101 habitants en 2022, après avoir connu un pic de population de 668 habitants en 1886. Elle fait partie de l'aire d'attraction de Bagnères-de-Bigorre..
Ses habitants sont appelés les Germsois.

## Géographie

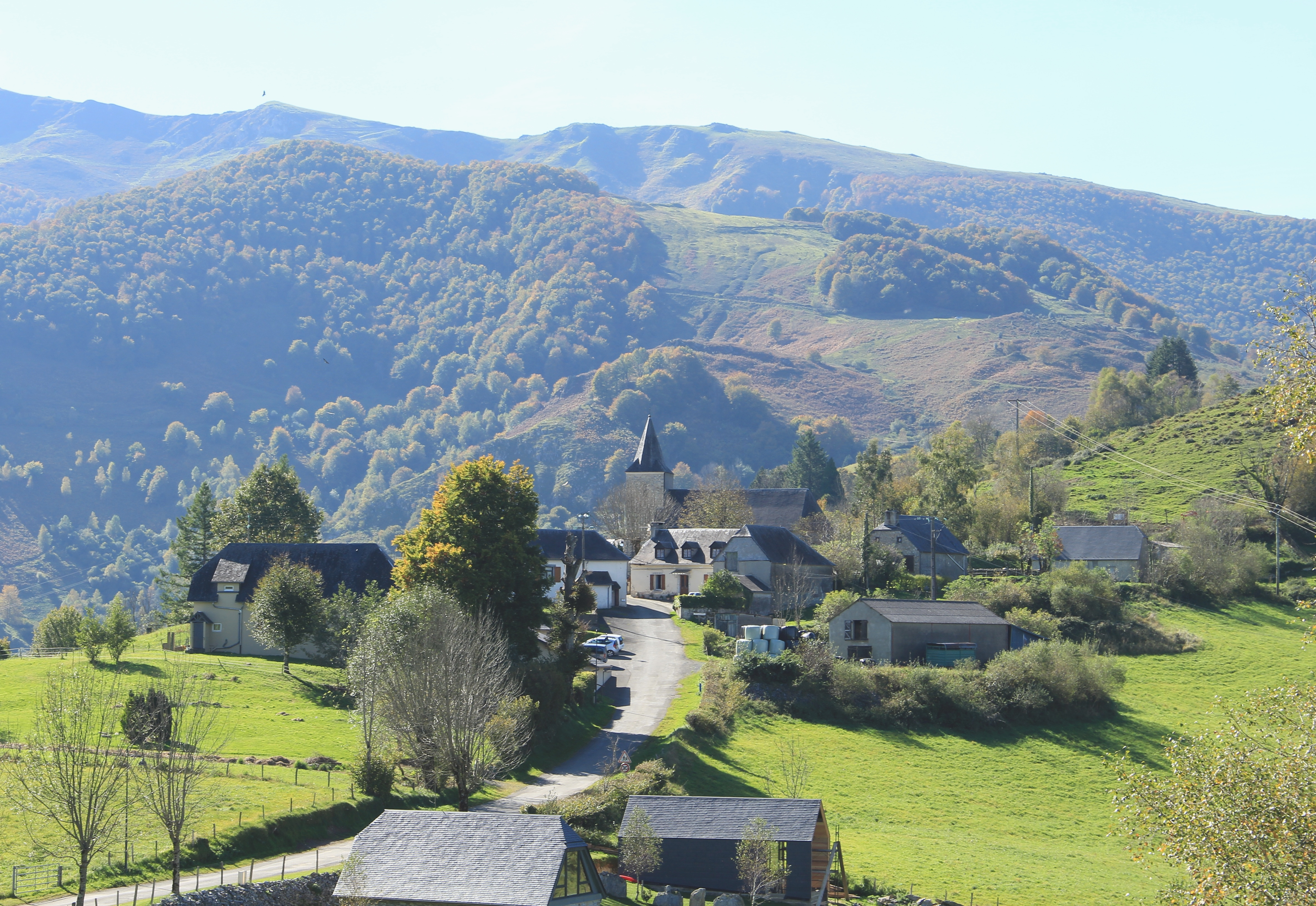
Vue générale du village.

### Localisation
La commune de Germs-sur-l'Oussouet se trouve dans le département des Hautes-Pyrénées, en région Occitanie.
Elle se situe à 20 km à vol d'oiseau de Tarbes, préfecture du département, à 14 km d'Argelès-Gazost, sous-préfecture, et à 10 km de Lourdes, bureau centralisateur du canton de Lourdes-2 dont dépend la commune depuis 2015 pour les élections départementales.
La commune fait en outre partie du bassin de vie de Bagnères-de-Bigorre.
Les communes les plus proches sont : 
Ourdis-Cotdoussan (3,0 km), Arrodets-ez-Angles (3,0 km), Ossun-ez-Angles (3,0 km), Neuilh (3,1 km), Labassère (3,2 km), Cheust (3,4 km), Sère-Lanso (4,4 km), Gazost (4,6 km).
Sur le plan historique et culturel, Germs-sur-l'Oussouet fait partie de la province historique du Lavedan, partie sud-occidentale de la Bigorre et constitué d'un ensemble de sept vallées en amont de la ville de Lourdes. Historiquement, elle  fait partie de la province de Gascogne, et plus particulièrement du comté de Bigorre. La commune est dans la vallée de Castelloubon qui regroupe douze communes,.
Germs-sur-l'Oussouet est limitrophe de sept autres communes dont Gazost à l'ouest par un quadripoint.

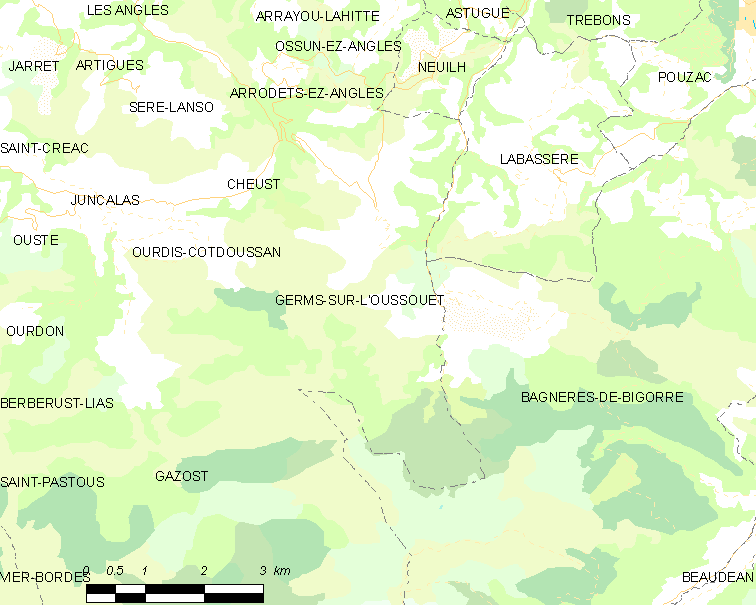
Carte de la commune de Germs-sur-l'Oussouet et des proches communes.

| Arrodets-ez-Angles, Cheust  | Neuilh               | Labassère           |
| Ourdis-Cotdoussan           | Germs-sur-l'Oussouet |                     |
| Gazost (par un quadripoint) |                      | Bagnères-de-Bigorre |

### Hydrographie
La commune est dans le bassin de l'Adour, au sein du bassin hydrographique Adour-Garonne. Elle est drainée par l'Échez, l'Oussouet, le Louey, L'Ousère, le ruisseau d'Embès, le ruisseau le gorse, le ruisseau Lingors, le ruisseau Marrosque et par divers petits cours d'eau, constituant un réseau hydrographique de 16 km de longueur totale,.
L'Échez, d'une longueur totale de 64,1 km, prend sa source dans la commune et s'écoule vers le nord. Il traverse la commune et se jette dans l'Adour à Maubourguet, après avoir traversé 26 communes.
L'Oussouet, d'une longueur totale de 15,7 km, prend sa source dans la commune de Bagnères-de-Bigorre et s'écoule vers le nord. Il traverse la commune et se jette dans l'Adour à Montgaillard, après avoir traversé 7 communes.

### Climat
La commune jouit d'un climat montagnard caractérisé par des étés doux (température moyenne de 25 °C) et des périodes de beau temps. Parfois des orages éclatent sous forme de fortes averses, imprévues et violentes. Quant aux hivers, ils sont frais ou froids avec des températures de 3 °C en moyenne, et souvent humides avec de fréquentes dépressions en provenance de l'Atlantique amenant de la pluie.
| Mois                              | jan.  | fév.  | mars  | avril | mai   | juin  | jui.  | août  | sep.  | oct.  | nov.  | déc.  | année   |
| --------------------------------- | ----- | ----- | ----- | ----- | ----- | ----- | ----- | ----- | ----- | ----- | ----- | ----- | ------- |
| Température minimale moyenne (°C) | 0,6   | 1,3   | 2,7   | 5,2   | 8,3   | 11,6  | 14,1  | 13,9  | 11,7  | 8     | 3,6   | 1,3   | 6,9     |
| Température moyenne (°C)          | 5,3   | 6,1   | 7,8   | 10    | 13,3  | 16,7  | 19,3  | 19    | 17,2  | 13,3  | 8,5   | 5,8   | 11,9    |
| Température maximale moyenne (°C) | 9,9   | 11    | 12,9  | 14,8  | 18,3  | 21,7  | 24,5  | 24    | 22,6  | 18,6  | 13,4  | 10,4  | 16,8    |
| Ensoleillement (h)                | 108,8 | 118,8 | 155,6 | 157,2 | 181,3 | 191,5 | 215,5 | 196,4 | 194,5 | 164,4 | 124,4 | 104,4 | 1 912,8 |
| Précipitations (mm)               | 112,8 | 97,5  | 100,2 | 105,7 | 113,6 | 80,7  | 57,3  | 70,3  | 71    | 85,2  | 93    | 112,1 | 1 099,4 |

### Milieux naturels et biodiversité

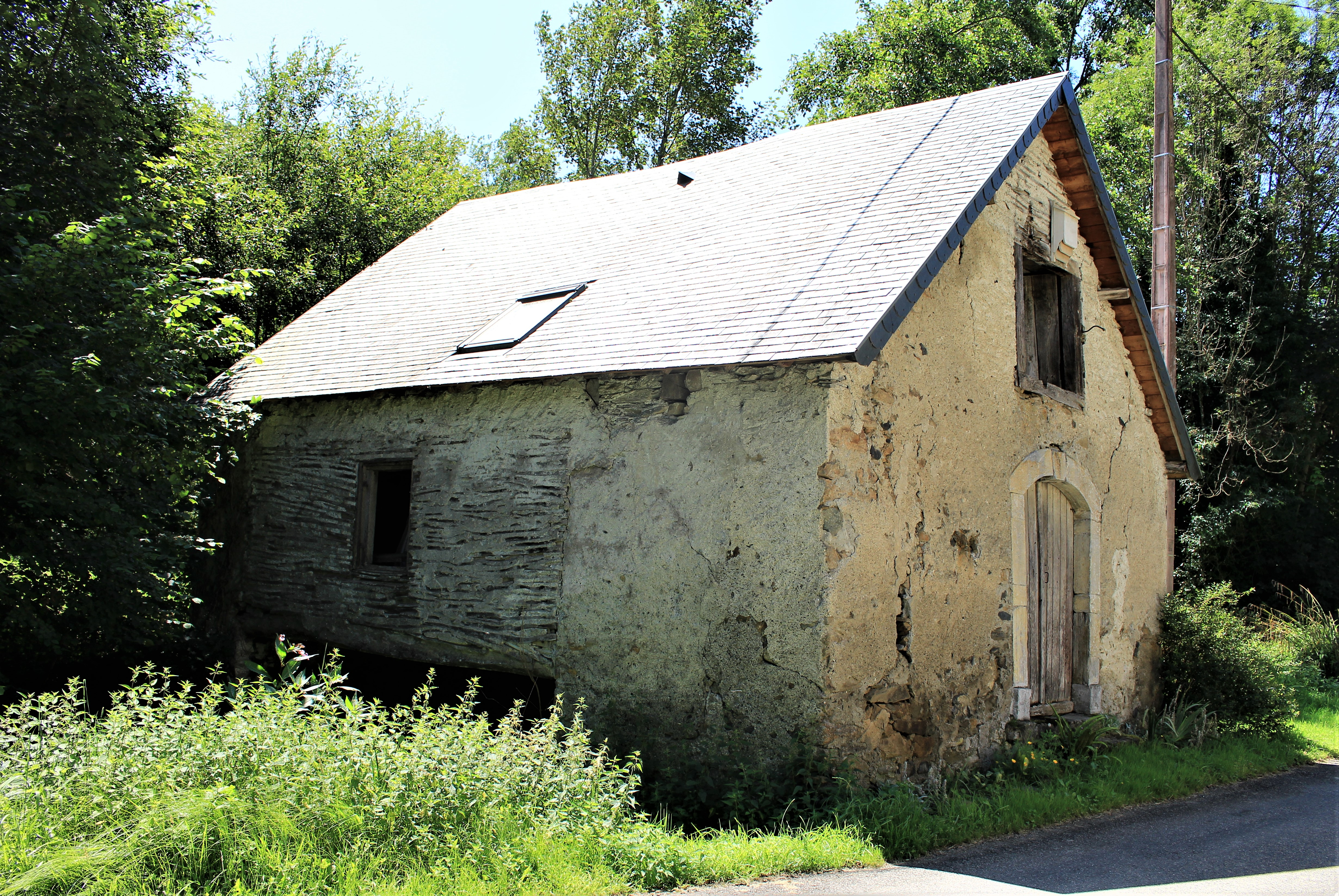
Le moulin sur l'Oussouet en 2023.

#### Espaces protégés
La protection réglementaire est le mode d’intervention le plus fort pour préserver des espaces naturels remarquables et leur biodiversité associée,.
Dans ce cadre, la commune fait partie.
Un  espace protégé est présent sur la commune : 
l'« Adour et affluents », objet d'un arrêté de protection de biotope, d'une superficie de 215,8 ha.

#### Zones naturelles d'intérêt écologique, faunistique et floristique
L’inventaire des zones naturelles d'intérêt écologique, faunistique et floristique (ZNIEFF) a pour objectif de réaliser une couverture des zones les plus intéressantes sur le plan écologique, essentiellement dans la perspective d’améliorer la connaissance du patrimoine naturel national et de fournir aux différents décideurs un outil d’aide à la prise en compte de l’environnement dans l’aménagement du territoire.
Deux ZNIEFF de type 1 sont recensées sur la commune :
le « réseau hydrographique de l'Oussouet et de la Gailleste » (111 ha), couvrant 8 communes du département et 
le « réseau hydrographique des Angles et du Bénaquès » (260 ha), couvrant 35 communes du département
et deux ZNIEFF de type 2, : 
- les « coteaux et vallons des Angles et du Bénaquès » (12 879 ha), couvrant 45 communes du département[20] ;
- le « massif du Monné, vallée de l'Oussouet » (6 955 ha), couvrant 11 communes du département[21].

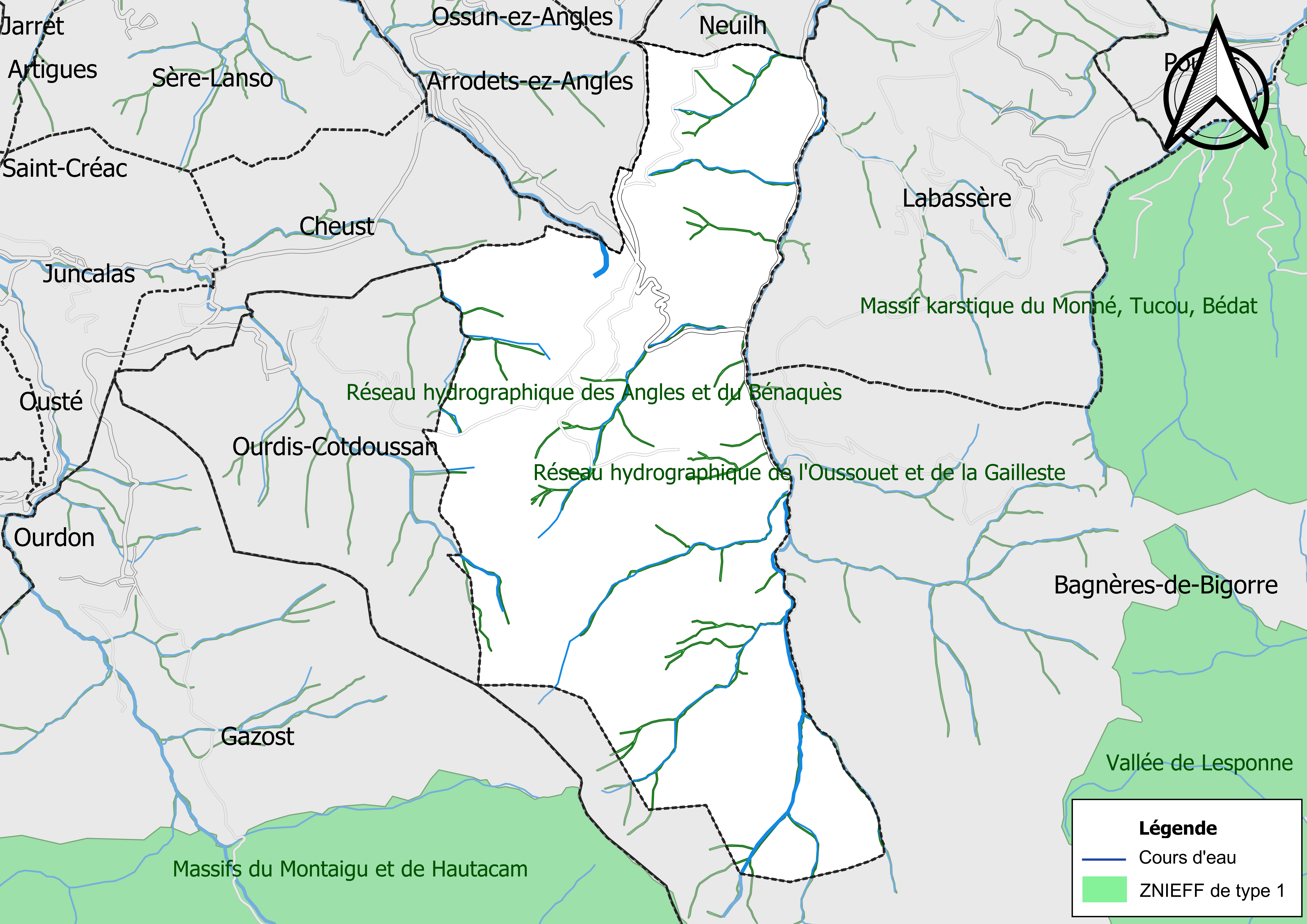
Carte des ZNIEFF de type 1 sur la commune.
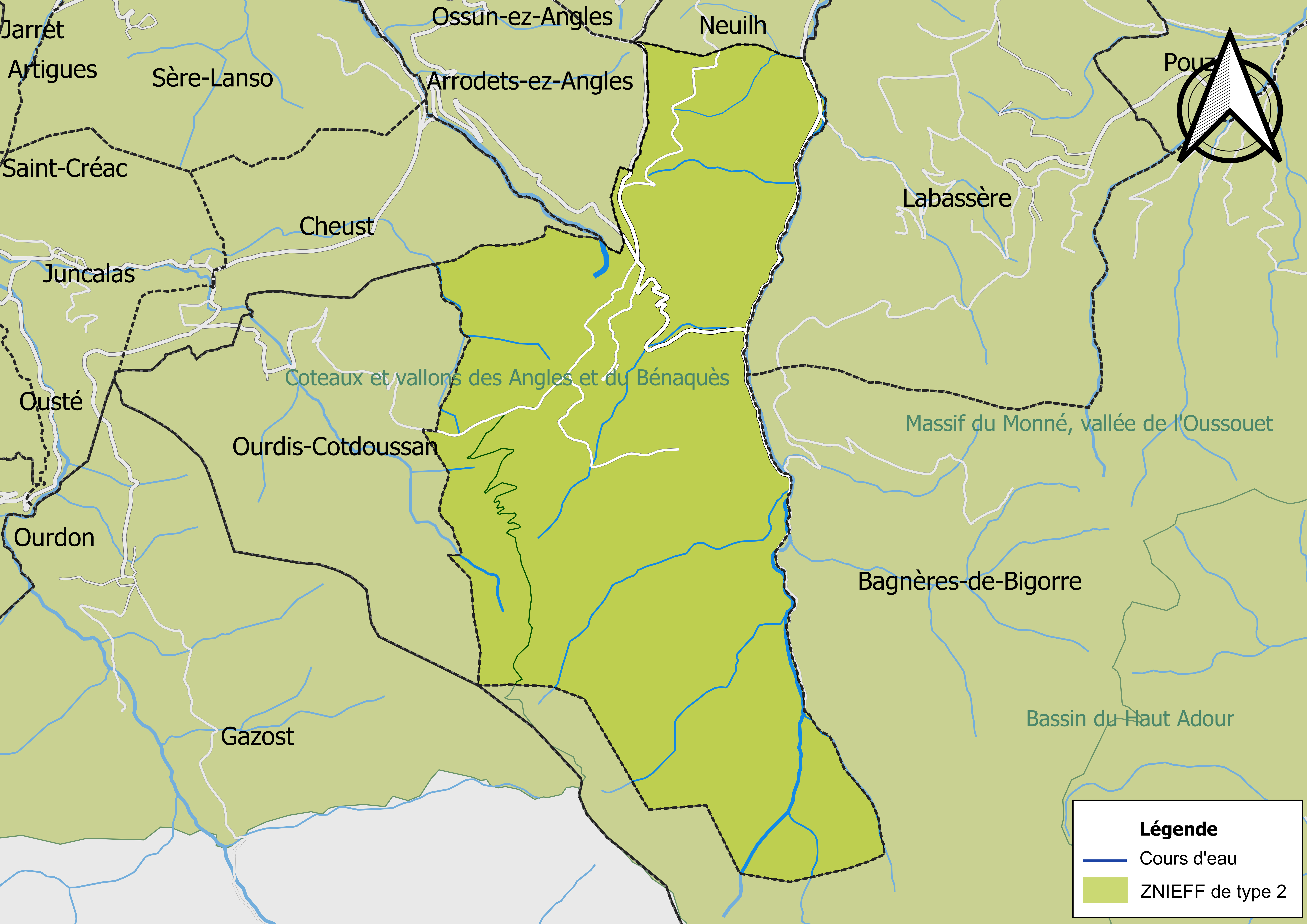
Carte des ZNIEFF de type 2 sur la commune.

## Urbanisme

### Typologie
Au 1er janvier 2024, Germs-sur-l'Oussouet est catégorisée commune rurale à habitat très dispersé, selon la nouvelle grille communale de densité à sept niveaux définie par l'Insee en 2022.
Elle est située hors unité urbaine. Par ailleurs la commune fait partie de l'aire d'attraction de Bagnères-de-Bigorre, dont elle est une commune de la couronne,. Cette aire, qui regroupe 21 communes, est catégorisée dans les aires de moins de 50 000 habitants,.

### Occupation des sols
L'occupation des sols de la commune, telle qu'elle ressort de la base de données européenne d’occupation biophysique des sols Corine Land Cover (CLC), est marquée par l'importance des forêts et milieux semi-naturels (72,5 % en 2018), en diminution par rapport à 1990 (74,2 %). La répartition détaillée en 2018 est la suivante : 
forêts (36,9 %), milieux à végétation arbustive et/ou herbacée (35,5 %), prairies (27,4 %), zones agricoles hétérogènes (0,2 %).
L'IGN met par ailleurs à disposition un outil en ligne permettant de comparer l’évolution dans le temps de l’occupation des sols de la commune (ou de territoires à des échelles différentes). Plusieurs époques sont accessibles sous forme de cartes ou photos aériennes : la carte de Cassini (XVIIIe siècle), la carte d'état-major (1820-1866) et la période actuelle (1950 à aujourd'hui).

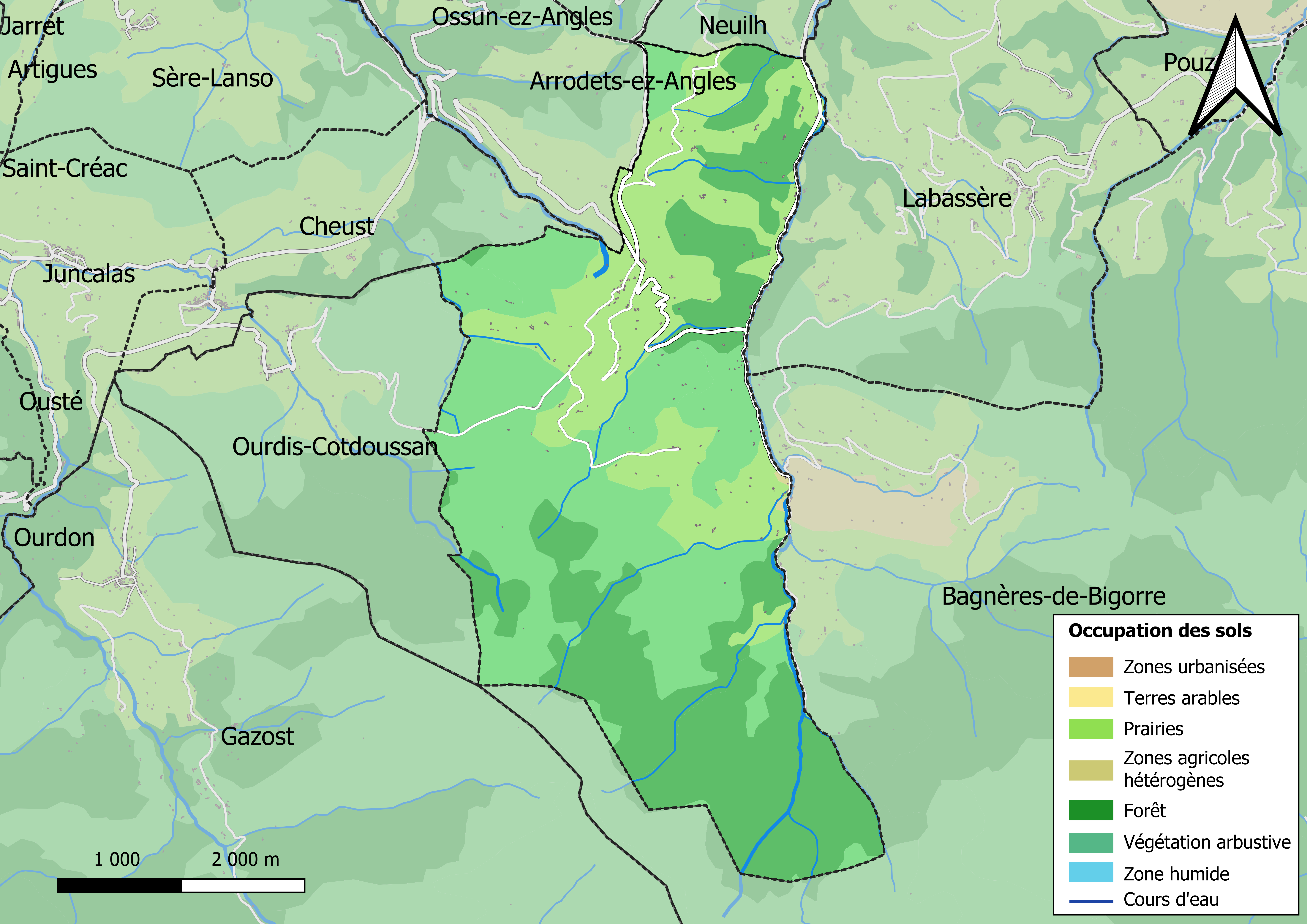
Carte des infrastructures et de l'occupation des sols en 2018 (CLC) de la commune.
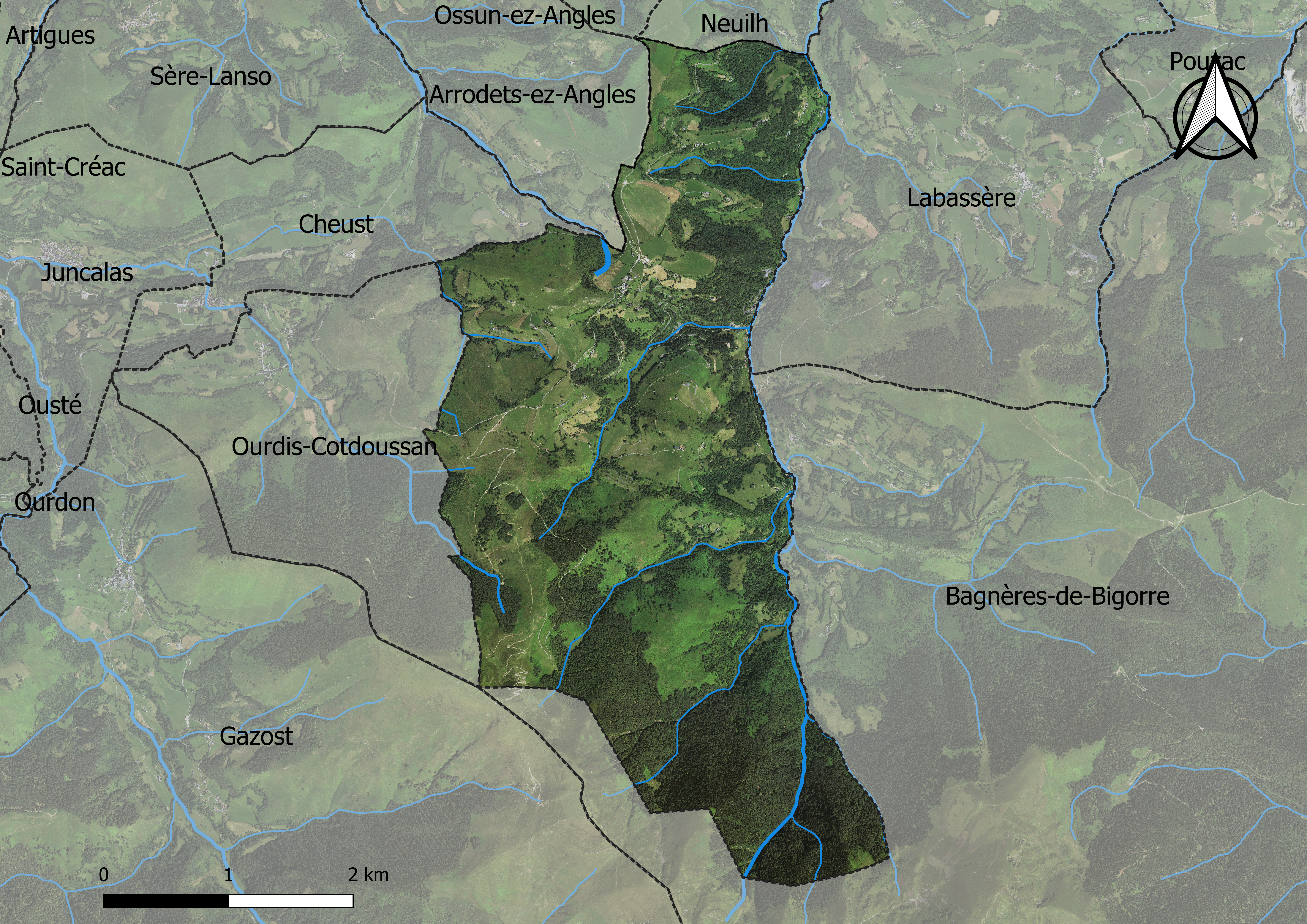
Carte orthophotogrammétrique de la commune.

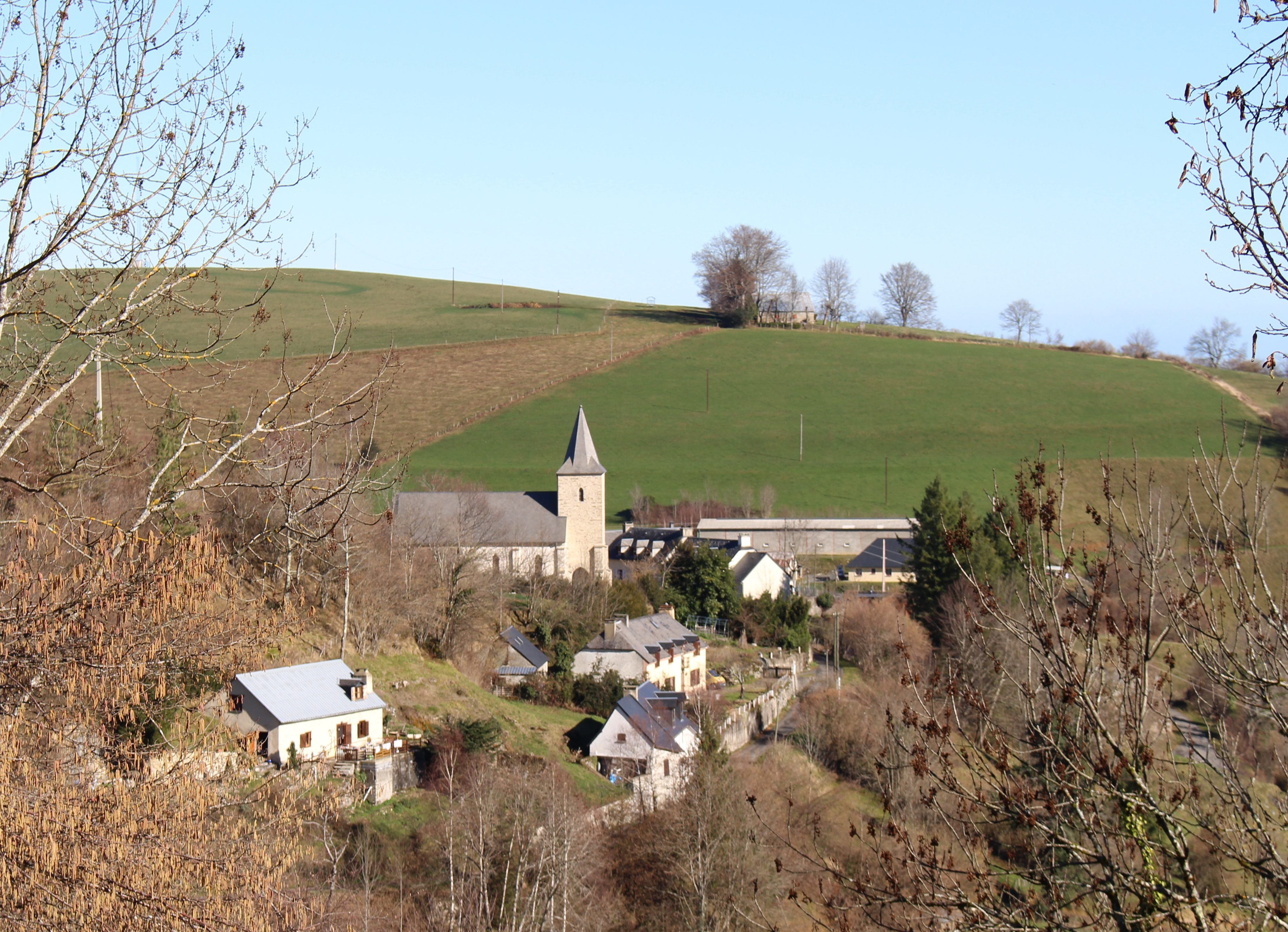
Vue depuis le sud.

### Logement
En 2012, le nombre total de logements dans la commune est de 90.

Parmi ces logements, 48.0  % sont des résidences principales, 44.3  % des résidences secondaires  7.8  %  des logements vacants.

### Voies de communication et transports
Cette commune est desservie par les routes départementales D 18 et D 99.

### Risques majeurs
Le territoire de la commune de Germs-sur-l'Oussouet est vulnérable à différents aléas naturels : météorologiques (tempête, orage, neige, grand froid, canicule ou sécheresse), inondations, feux de forêts, mouvements de terrains et séisme (sismicité moyenne). Il est également exposé à un risque particulier : le risque de radon. Un site publié par le BRGM permet d'évaluer simplement et rapidement les risques d'un bien localisé soit par son adresse soit par le numéro de sa parcelle.

#### Risques naturels
Certaines parties du territoire communal sont susceptibles d’être affectées par le risque d’inondation par débordement de cours d'eau, notamment l'Échez et l'Oussouet. La cartographie des zones inondables en ex-Midi-Pyrénées réalisée dans le cadre du XIe Contrat de plan État-région, visant à informer les citoyens et les décideurs sur le risque d’inondation, est accessible sur le site de la DREAL Occitanie. La commune a été reconnue en état de catastrophe naturelle au titre des dommages causés par les inondations et coulées de boue survenues en 1982, 1999, 2009, 2011 et 2014,.
Germs-sur-l'Oussouet est exposée au risque de feu de forêt. Un plan départemental de protection des forêts contre les incendies a été approuvé par arrêté préfectoral le 21 avril 2020 pour la période 2020-2029. Le précédent couvrait la période 2007-2017. L’emploi du feu est régi par deux types de réglementations. D’abord le code forestier et l’arrêté préfectoral du 27 octobre 2014, qui réglementent l’emploi du feu à moins de 200 m des espaces naturels combustibles sur l’ensemble du département. Ensuite celle établie dans le cadre de la lutte contre la pollution de l’air, qui interdit le brûlage des déchets verts des particuliers. L’écobuage est quant à lui réglementé dans le cadre de commissions locales d’écobuage (CLE)

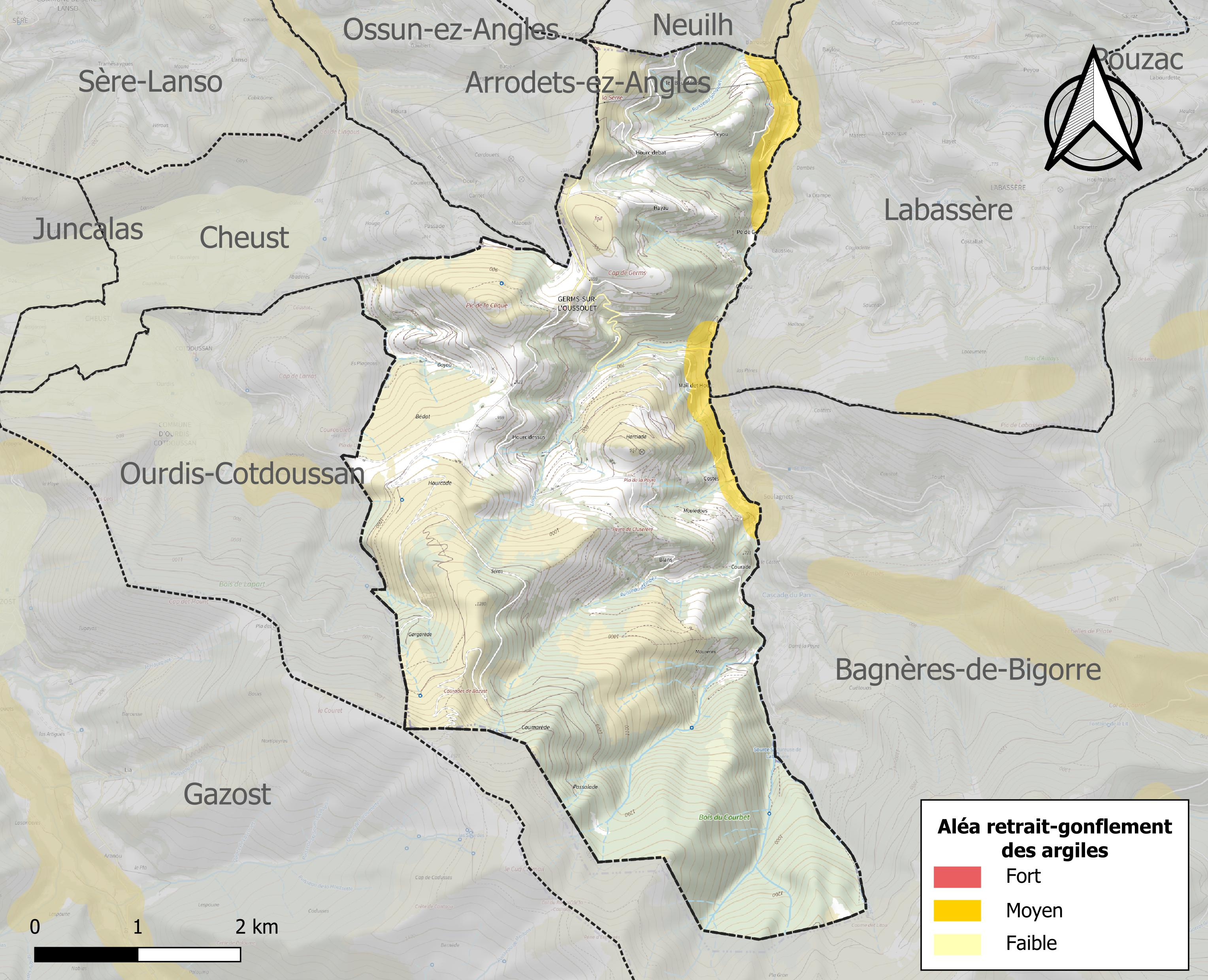
Carte des zones d'aléa retrait-gonflement des sols argileux de Germs-sur-l'Oussouet.

Les mouvements de terrains susceptibles de se produire sur la commune sont des tassements différentiels.
Le retrait-gonflement des sols argileux est susceptible d'engendrer des dommages importants aux bâtiments en cas d’alternance de périodes de sécheresse et de pluie. 3,2 % de la superficie communale est en aléa moyen ou fort (44,5 % au niveau départemental et 48,5 % au niveau national). Sur les 104 bâtiments dénombrés sur la commune en 2019, 20 sont en aléa moyen ou fort, soit 19 %, à comparer aux 75 % au niveau départemental et 54 % au niveau national. Une cartographie de l'exposition du territoire national au retrait gonflement des sols argileux est disponible sur le site du BRGM,.
Par ailleurs, afin de mieux appréhender le risque d’affaissement de terrain, l'inventaire national des cavités souterraines permet de localiser celles situées sur la commune.
Concernant les mouvements de terrains, la commune a été reconnue en état de catastrophe naturelle au titre des dommages causés par des mouvements de terrain en 1999.

#### Risque particulier
Dans plusieurs parties du territoire national, le radon, accumulé dans certains logements ou autres locaux, peut constituer une source significative d’exposition de la population aux rayonnements ionisants. Certaines communes du département sont concernées par le risque radon à un niveau plus ou moins élevé. Selon la classification de 2018, la commune de Germs-sur-l'Oussouet est classée en zone 2, à savoir zone à potentiel radon faible mais sur lesquelles des facteurs géologiques particuliers peuvent faciliter le transfert du radon vers les bâtiments.

## Toponymie

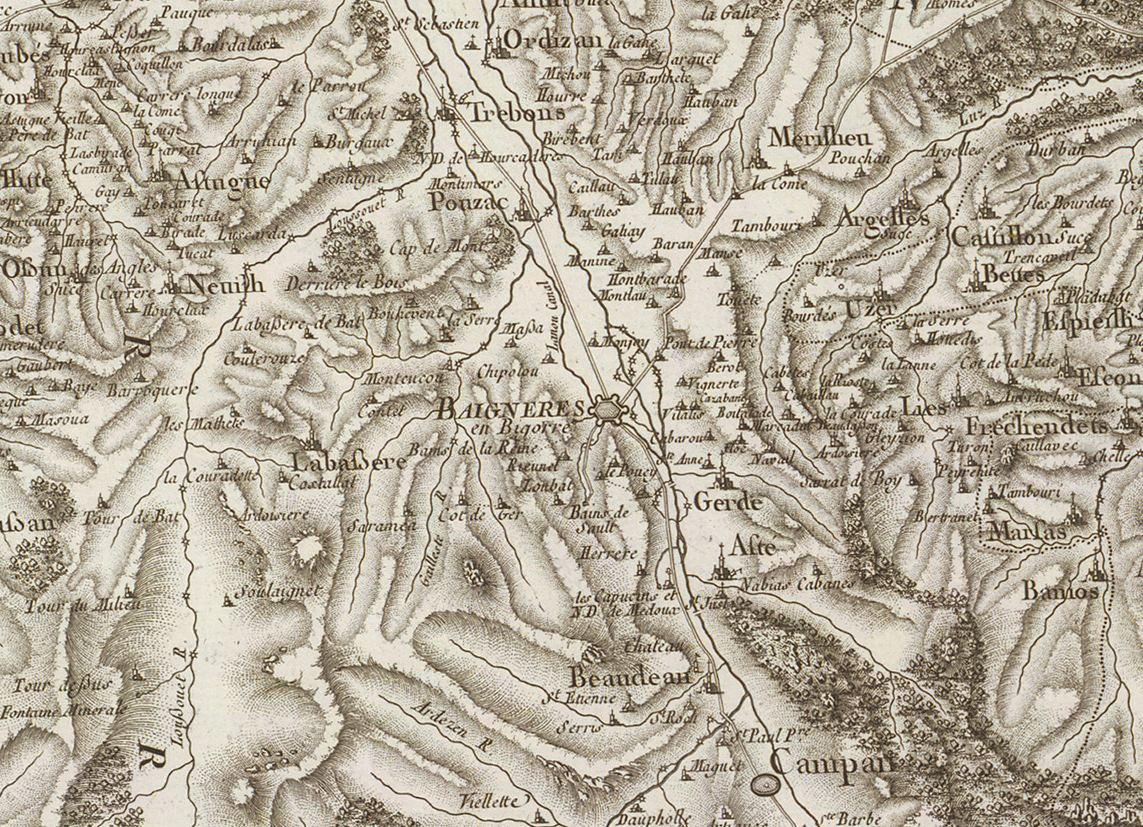
Extrait de la carte de Cassini (entre 1756 et 1789) situant Germs-sur-l'Oussouet à l'ouest de Bagnères-de-Bigorre

On trouvera les principales informations dans le Dictionnaire toponymique des communes des Hautes Pyrénées de Michel Grosclaude et Jean-François Le Nail qui rapporte les dénominations historiques du village :
Dénominations historiques :
- en los Germs de Castet Lobon, los Germs de Castet Lo Bon, (1429, censier de Bigorre) ;
- Gers, (1760, Larcher, pouillé de Tarbes ; 1768, Duco) ;
- Germs et Cotdoussan, (1801, Département 3) ;

N’existe pas sur la carte de Cassini.
Étymologie : Gascon gèrm (latin eremus : pacage. Au pluriel).
Nom occitan : Gèrms.

## Histoire

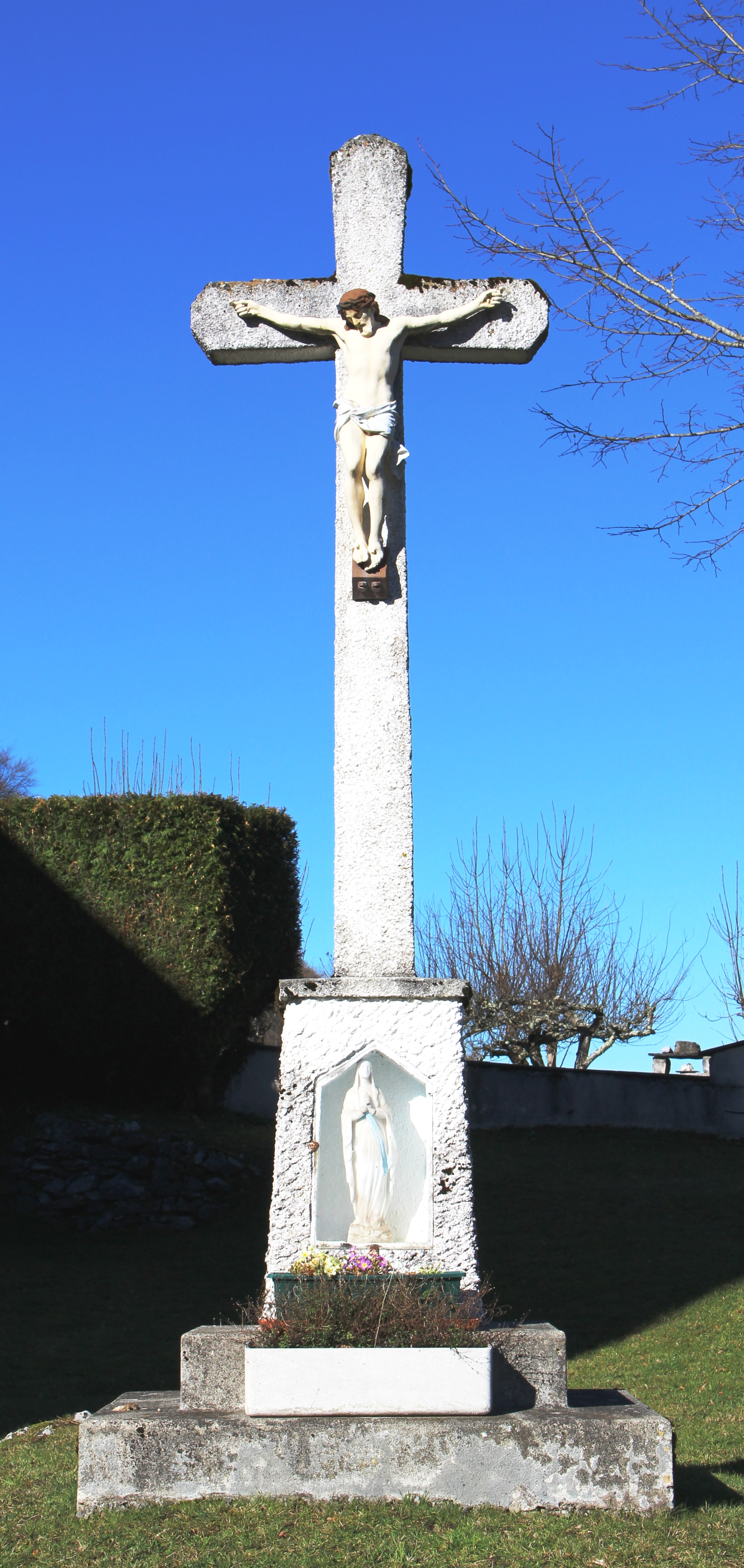
Une croix.

À l'origine quartier de Cotdoussan, les « Germs de Cotdoussan » sont érigés en commune en 1810. Celle-ci prend le nom de Germs-sur-l'Oussouet en 1932.

### Cadastre napoléonien de Germs-sur-l'Oussouet
Le plan cadastral napoléonien de Germs-sur-l'Oussouet est consultable sur le site des archives départementales des Hautes-Pyrénées.

## Politique et administration

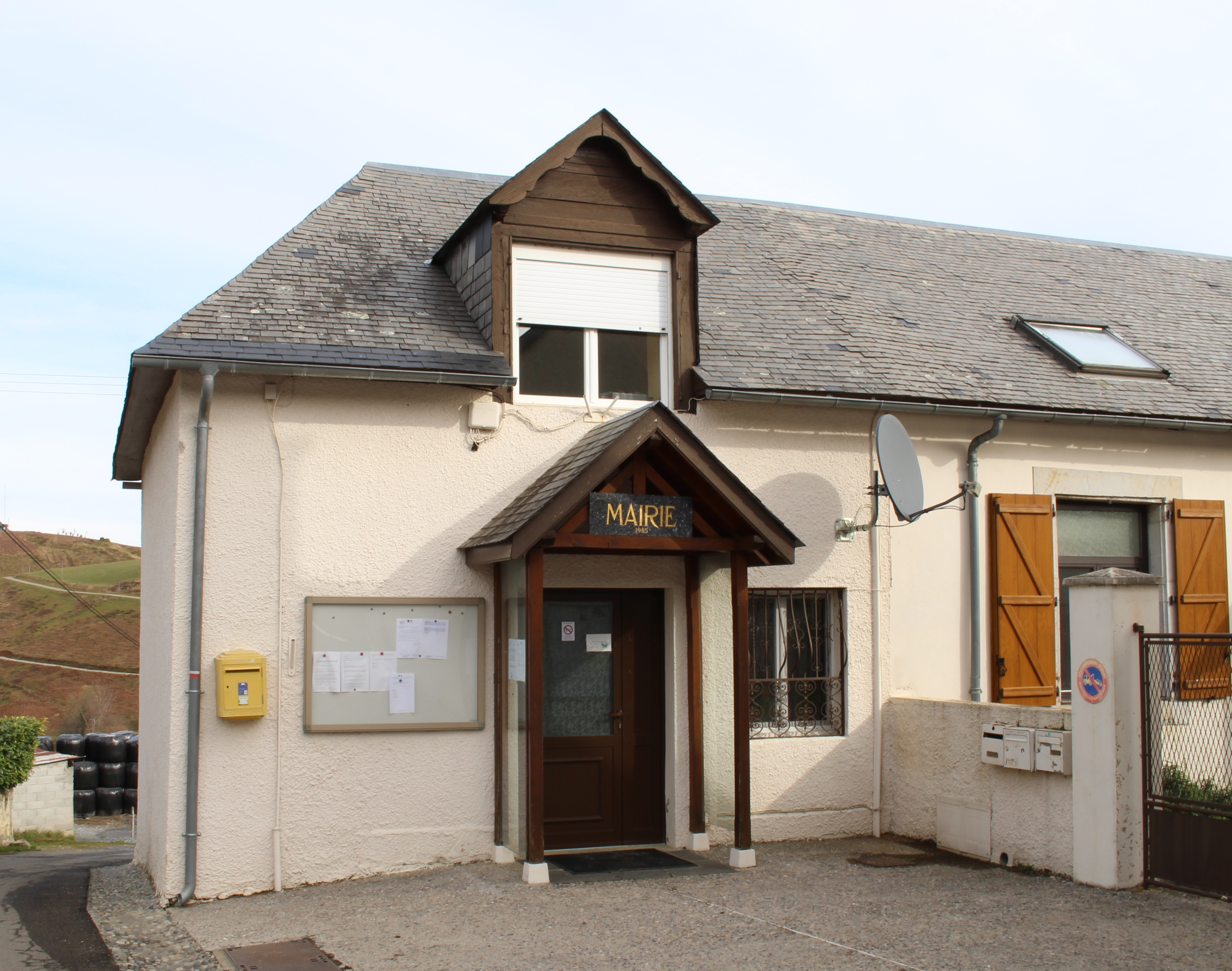
La mairie en 2016.

### Liste des maires
| Période                                  | Période   | Identité             | Étiquette | Qualité |
| ---------------------------------------- | --------- | -------------------- | --------- | ------- |
| Les données manquantes sont à compléter. |           |                      |           |         |
|                                          |           |                      |           |         |
| mars 1995                                | mars 2001 | René Arberet         |           |         |
| mars 2001                                | mars 2008 | Jean-Michel Lafaille |           |         |
| mars 2008                                | mars 2014 | Laurent Gaubert      |           |         |
| mars 2014                                | En cours  | Serge Bourdette      |           |         |

### Rattachements administratifs et électoraux

#### Historique administratif
Pays et sénéchaussée de Bigorre, Lavedan, Estrema de Castelloubon, canton de Lourdes (1790), de Lourdes-Est (depuis 1973). Quartier de Cotdoussan et distrait de Cotdoussan et érigé en commune en 1810. Germs prend le nom de Germs-sur-l'Oussouet en 1932.

#### Intercommunalité
Germs-sur-l'Oussouet appartient à la Communauté d'agglomération Tarbes-Lourdes-Pyrénées créée en janvier 2017 et qui réunit 86 communes.

## Population et société

### Démographie

#### Évolution démographique
| 1793 | 1800 | 1806 | 1821 | 1831 | 1836 | 1841 | 1846 | 1851 |
| ---- | ---- | ---- | ---- | ---- | ---- | ---- | ---- | ---- |
| 555  | 571  | 568  | 497  | 570  | 536  | 580  | 603  | 638  |

| 1856 | 1861 | 1866 | 1872 | 1876 | 1881 | 1886 | 1891 | 1896 |
| ---- | ---- | ---- | ---- | ---- | ---- | ---- | ---- | ---- |
| 599  | 604  | 637  | 630  | 606  | 656  | 668  | 590  | 603  |

| 1901 | 1906 | 1911 | 1921 | 1926 | 1931 | 1936 | 1946 | 1954 |
| ---- | ---- | ---- | ---- | ---- | ---- | ---- | ---- | ---- |
| 607  | 614  | 515  | 424  | 372  | 381  | 327  | 280  | 238  |

| 1962 | 1968 | 1975 | 1982 | 1990 | 1999 | 2005 | 2006 | 2010 |
| ---- | ---- | ---- | ---- | ---- | ---- | ---- | ---- | ---- |
| 211  | 208  | 134  | 128  | 122  | 118  | 129  | 136  | 104  |

| 2015 | 2020 | 2022 | - | - | - | - | - | - |
| ---- | ---- | ---- | - | - | - | - | - | - |
| 110  | 106  | 101  | - | - | - | - | - | - |

### Enseignement
La commune dépend de l'académie de Toulouse. Elle dispose d’une école en 2017.
- École primaire.

## Économie

### Emploi
|                | 2008  | 2013   | 2018   |
| -------------- | ----- | ------ | ------ |
| Commune        | 8,1 % | 14,3 % | 10,8 % |
| Département    | 7,7 % | 9,4 %  | 9,8 %  |
| France entière | 8,3 % | 10 %   | 10 %   |

En 2018, la population âgée de 15 à 64 ans s'élève à 67 personnes, parmi lesquelles on compte 75,4 % d'actifs (64,6 % ayant un emploi et 10,8 % de chômeurs) et 24,6 % d'inactifs,. En  2018, le taux de chômage communal (au sens du recensement) des 15-64 ans est supérieur à celui de la France et du département, alors qu'il était inférieur à celui de la France en 2008.
La commune fait partie de la couronne de l'aire d'attraction de Bagnères-de-Bigorre, du fait qu'au moins 15 % des actifs travaillent dans le pôle,. Elle compte 16 emplois en 2018, contre 14 en 2013 et 9 en 2008. Le nombre d'actifs ayant un emploi résidant dans la commune est de 46, soit un indicateur de concentration d'emploi de 35,3 % et un taux d'activité parmi les 15 ans ou plus de 55,3 %.
Sur ces 46 actifs de 15 ans ou plus ayant un emploi, 11 travaillent dans la commune, soit 24 % des habitants. Pour se rendre au travail, 84,4 % des habitants utilisent un véhicule personnel ou de fonction à quatre roues, 2,2 % s'y rendent en deux-roues, à vélo ou à pied et 13,3 % n'ont pas besoin de transport (travail au domicile).

## Culture locale et patrimoine

### Lieux et monuments

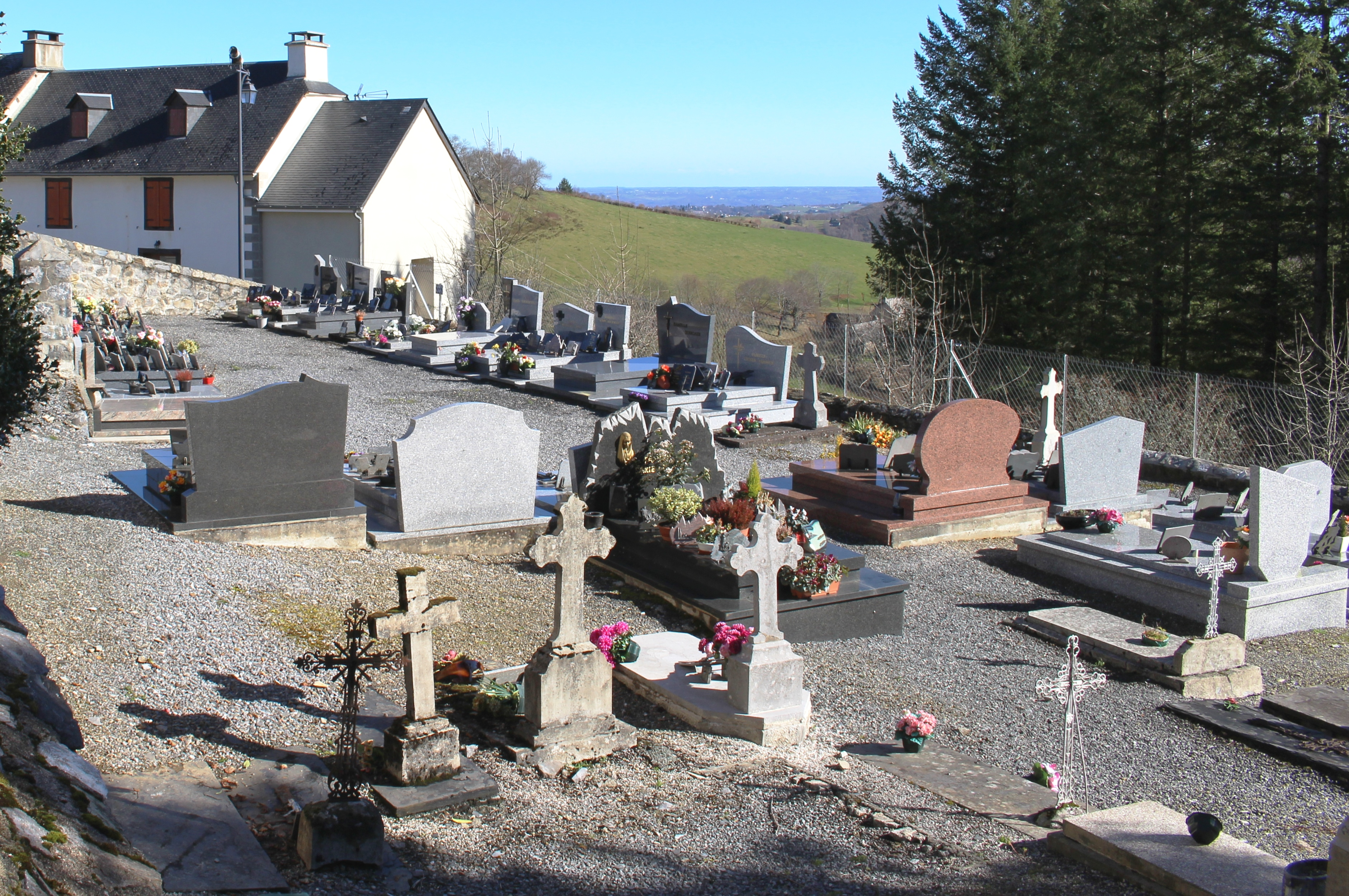
Le cimetière.

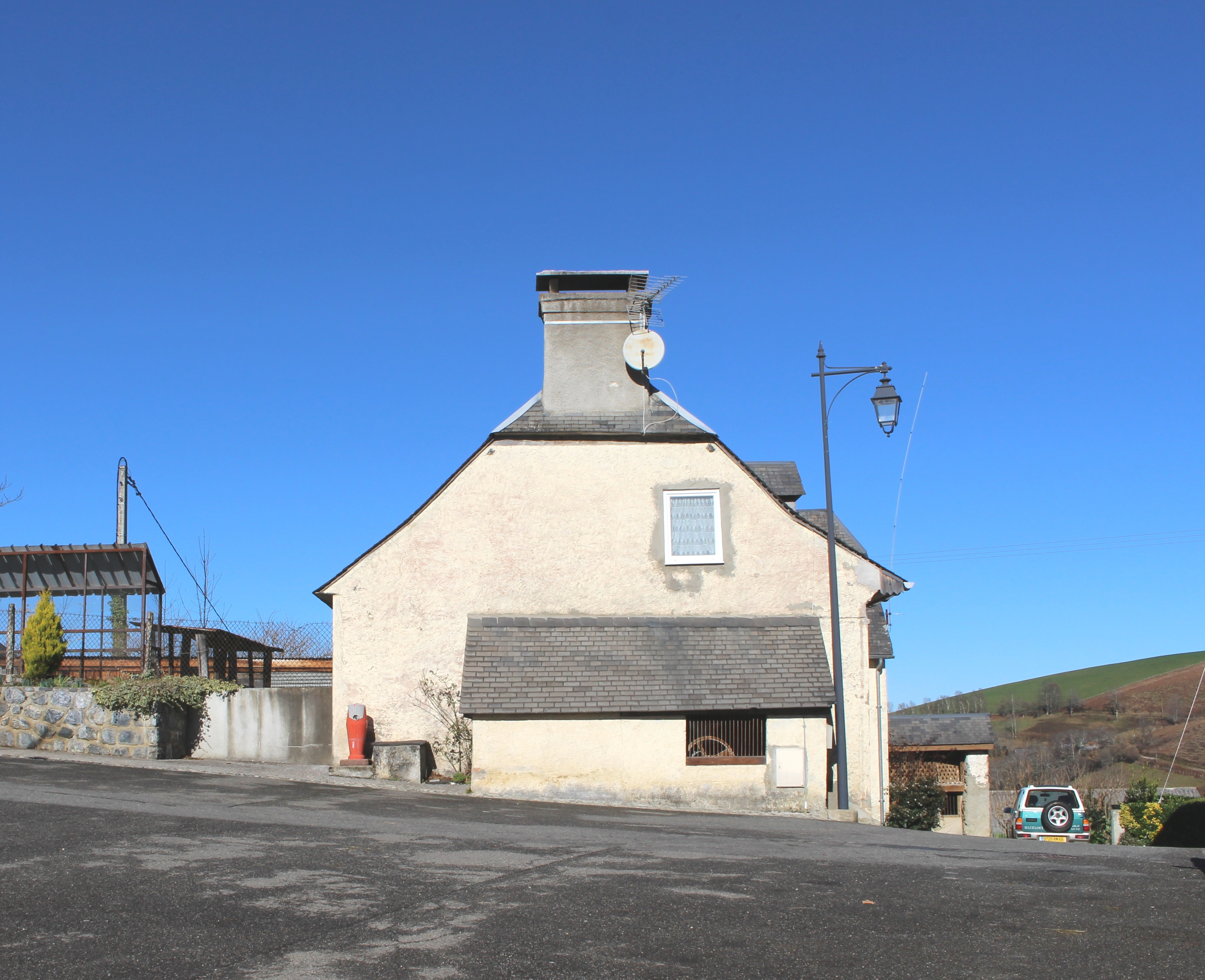
Le lavoir de Germs-sur-l'Oussouet en 2016.

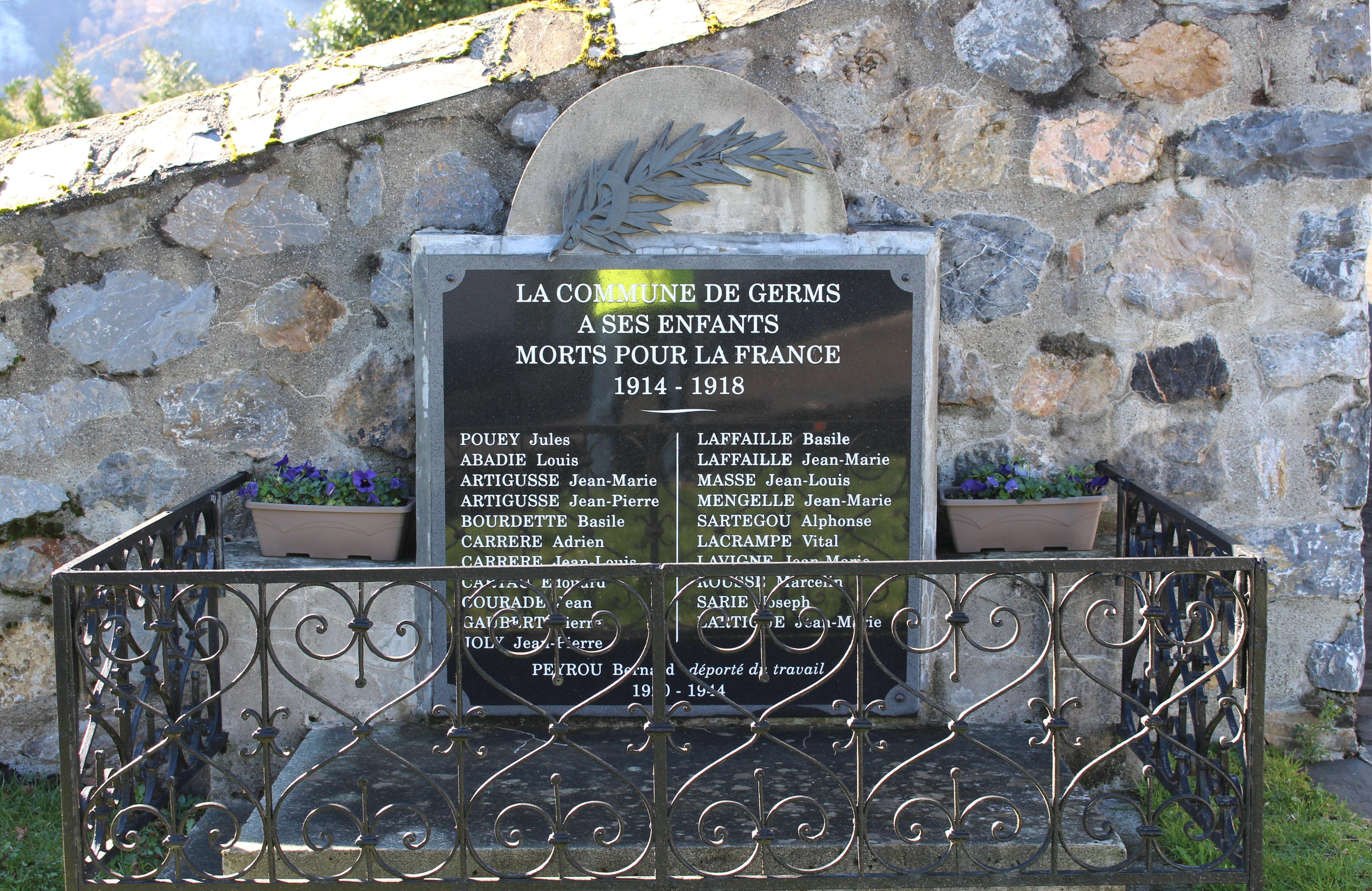
Le monument aux morts municipal.

- Église Saint-Jacques de Germs-sur-l'Oussouet.
- Lavoir.

Sélection de vues de l'église Saint-Jacques en 2016.
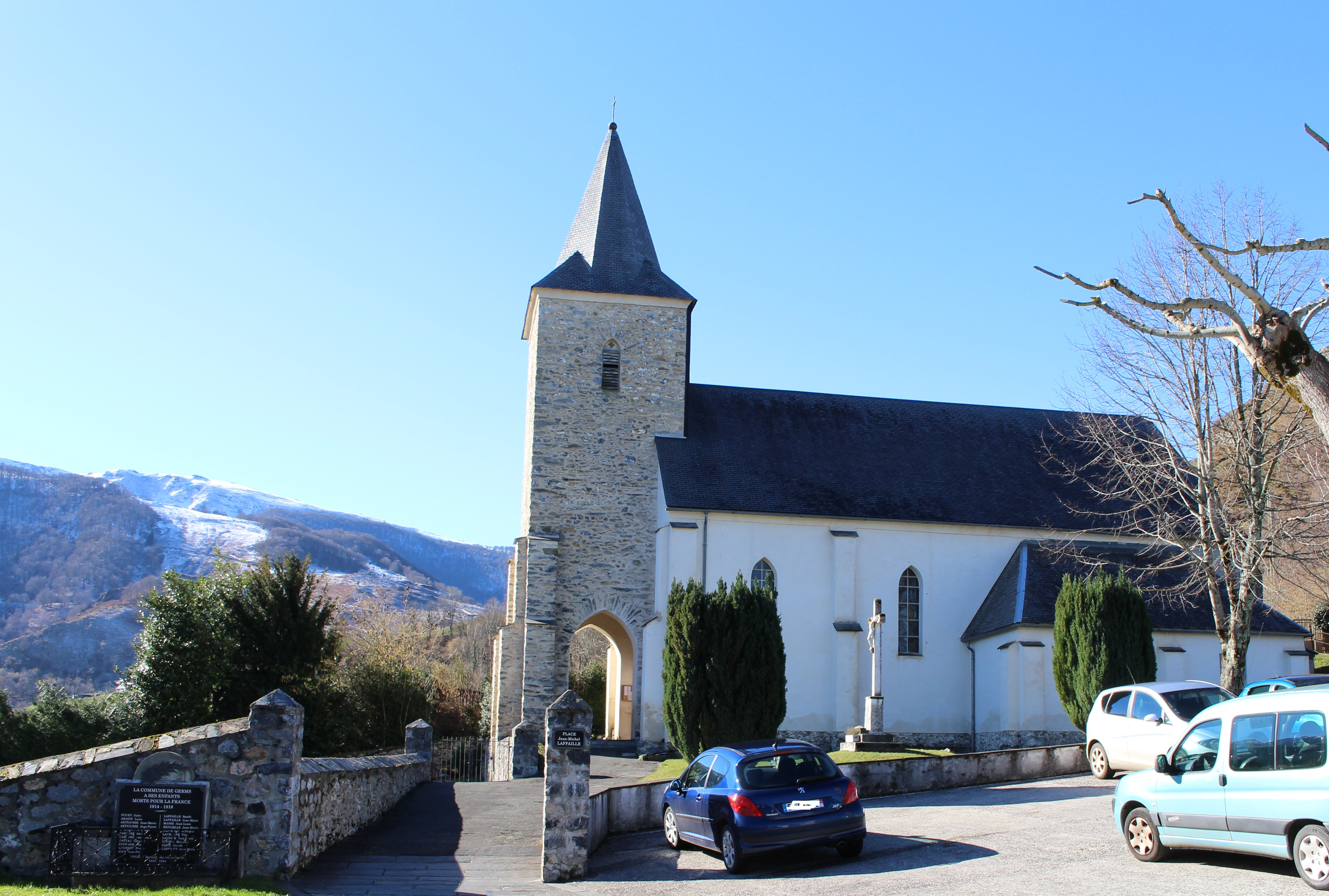
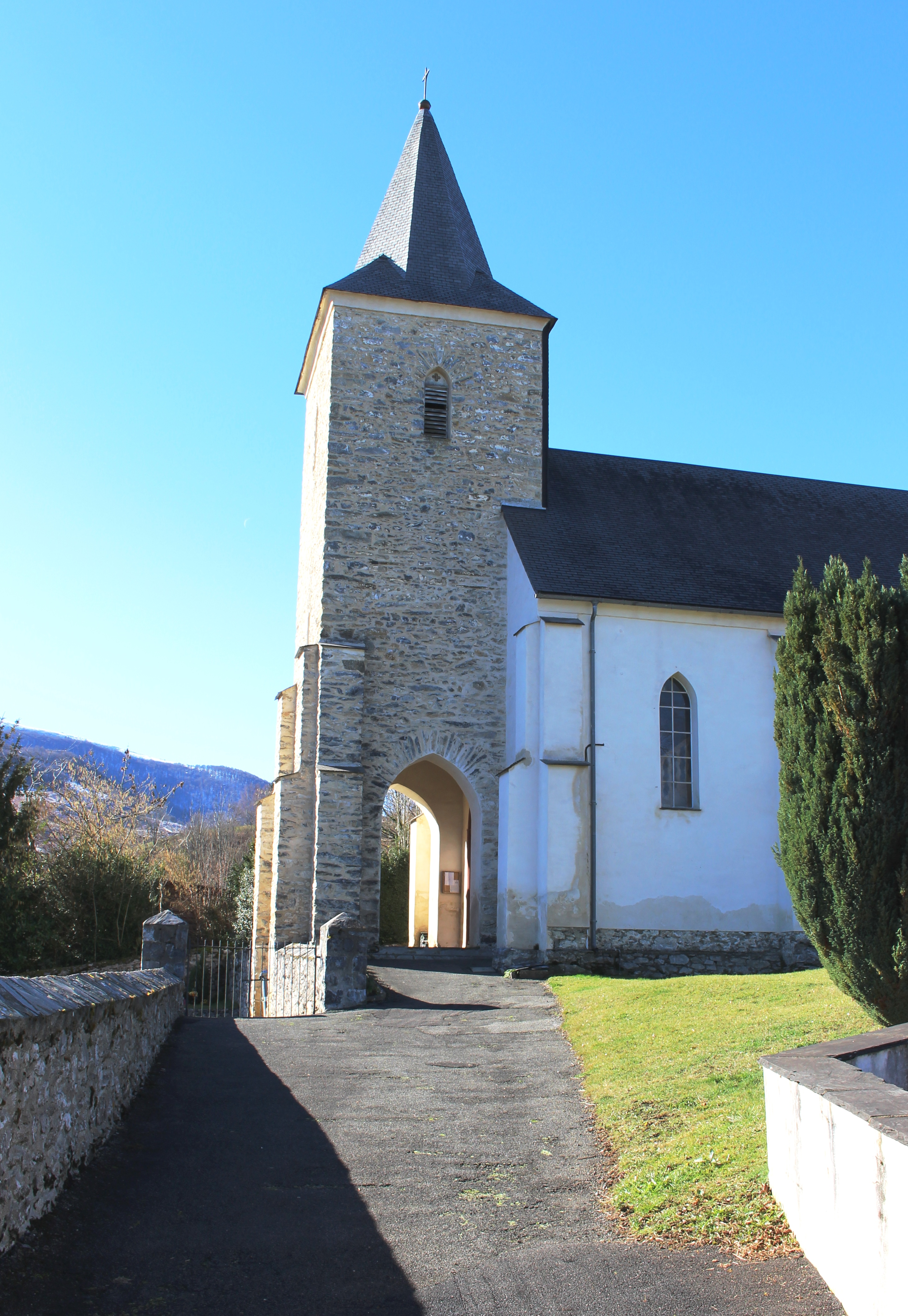
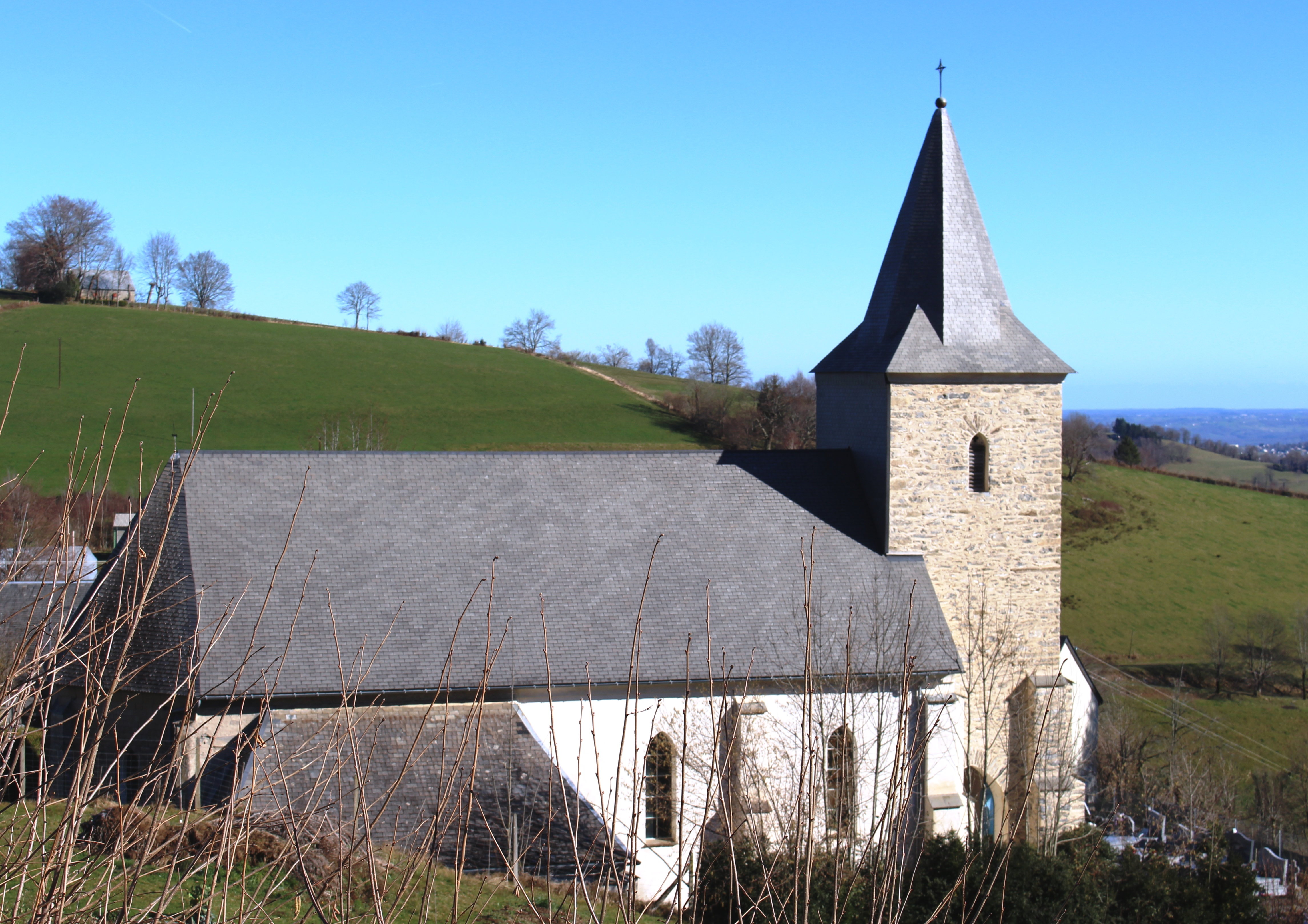

### Héraldique
| Blason | Blasonnement : Parti : au premier d'argent au merle de sable posé sur une branche du même, au second de sinople aux deux vaches d'or passant l'une sur l'autre ; le tout sommé d'un chef d'azur chargé d'une fleur de lys d'or accostée de deux flèches hautes du même, celle de dextre en barre et celle de senestre en bande. |